# Notopygos flavus
Notopygos flavus är en ringmaskart som beskrevs av William Aitcheson Haswell 1878. Notopygos flavus ingår i släktet Notopygos och familjen Amphinomidae. Inga underarter finns listade i Catalogue of Life.